# Amorphochelus raharizoninai
Amorphochelus raharizoninai är en skalbaggsart som beskrevs av Marc Lacroix 1998. Amorphochelus raharizoninai ingår i släktet Amorphochelus och familjen Melolonthidae. Inga underarter finns listade i Catalogue of Life.